# موکسسترول
موکسسترول (به انگلیسی: Moxestrol) با فرمول شیمیایی C۲۱H۲۶O۳ یک ترکیب شیمیایی با شناسه پاب‌کم ۹۹۰۵۴۱۸ است. که جرم مولی آن ۳۲۶٫۴۲۹۳۴ g/mol می‌باشد. 